# Eu Te Amo (álbum de Amado Batista)
Eu Te Amo é o álbum do cantor Amado Batista, lançado pela Warner Music em 2002.

## Faixas
1. Esperança
2. O Boêmio
3. Meu Talismã
4. Estação do Amor
5. Mulher Danada
6. Minha felicidade
7. De Madrugada
8. Eu Te Amo
9. Você é Meu Número
10. Teimoso Demais
11. Desquitada
12. Quando Te Vejo
13. Não Sou Ninguém
14. Decisão